# Bhután az 1988. évi nyári olimpiai játékokon
Bhután a dél-koreai Szöulban megrendezett 1988. évi nyári olimpiai játékok egyik részt vevő nemzete volt. Az országot az olimpián 1 sportágban 3 sportoló képviselte, akik érmet nem szereztek.

## Íjászat
Férfi
| Versenyző                                  | Versenyszám | Selejtező | Selejtező | Nyolcaddöntő | Nyolcaddöntő | Negyeddöntő | Negyeddöntő | Elődöntő | Elődöntő | Döntő   | Döntő    |
| Versenyző                                  | Versenyszám | Pont      | Hely.     | Pont         | Hely.        | Pont        | Hely.       | Pont     | Hely.    | Pont    | Helyezés |
| ------------------------------------------ | ----------- | --------- | --------- | ------------ | ------------ | ----------- | ----------- | -------- | -------- | ------- | -------- |
| Thinley Dorji                              | Egyéni      | 1144      | 73.       | kiesett      | kiesett      | kiesett     | kiesett     | kiesett  | kiesett  | kiesett | kiesett  |
| Pema Tshering                              | Egyéni      | 1124      | 76.       | kiesett      | kiesett      | kiesett     | kiesett     | kiesett  | kiesett  | kiesett | kiesett  |
| Jigme Tshering                             | Egyéni      | 1070      | 80.       | kiesett      | kiesett      | kiesett     | kiesett     | kiesett  | kiesett  | kiesett | kiesett  |
| Thinley Dorji Jigme Tshering Pema Tshering | Csapat      | 3338      | 22.       |              |              |             |             | kiesett  | kiesett  | kiesett | kiesett  |